# Heinz J. Nowarra
Heinz Joachim Nowarra (* 24. Dezember 1912 in Berlin; † 4. November 1992 in Harreshausen) war ein deutscher Autor von Sachbüchern zur Luftfahrtgeschichte.

## Leben und Werk
Nowarra besuchte von 1919 bis 1928 die Treitschke-Schule in Berlin-Wilmersdorf und absolvierte danach eine Lehre als Handlungsgehilfe. Von 1930 bis Ende 1933 war er arbeitslos und dann zunächst bis Januar 1936 als Kontorist und Kassierer tätig. Bis 1940 arbeitete er als Lagerbuchhalter und Terminbearbeiter bei den Siemens-Schuckertwerken. Von 1941 bis Mitte 1942 war er für die Gesellschaft für Luftfahrtbedarf in Berlin in der Ersatzteilbewirtschaftung für die Bf 109 tätig, ab Januar 1942 auch für die Ju 88. Ab Mitte 1942 war er dazu in gleicher Funktion zu den Junkers Flugzeug- und Motorenwerken, Werft Leipzig, abgestellt, wo er später auch für die Ju 188 zuständig war.
Nach 1945 übte Nowarra in Berlin verschiedene Berufe aus, bis er im Juni 1968 nach Harreshausen zog. Bis Ende 1977 arbeitete er in der Abteilung „Marktforschung und Verkehrsentwicklung“ am Flughafen Frankfurt Main, wobei er für den internen Informationsdienst und das Archiv zuständig war. 1978 trat er in den Ruhestand.
Nowarra hatte sich seit 1958 einen Namen als Autor zu Themen der Luftfahrt gemacht. Seine erste größere Veröffentlichung verfasste er gemeinsam mit dem amerikanischen Luftwaffenoffizier Kimbrough S. Brown für den britischen Spezialverlag Harleyford  über den deutschen Jagdflieger Manfred von Richthofen unter dem Titel Von Richthofen and the Flying Circus. Er veröffentlichte insgesamt rund 75 Bücher und Broschüren zuzüglich etwa 34 Artikel in Fachzeitschriften, davon etwa ein Drittel auf Englisch. Darunter waren auch Ausgaben der Groschenheftreihen Fliegergeschichten und Der Landser. Nowarra sammelte außerdem Bilder und Fotografien zum Thema Luftfahrt. Nach 1945 halfen ihm dabei vor allem der Sekretär der Pilotenveteranenorganisation Alte Adler, Willi Hackenberger, und der deutsche Luftwaffengeneral Alfred Keller. Zum Zeitpunkt seines Todes soll Nowarras Sammlung rund 38.000 Bilder umfasst haben.

## Veröffentlichungen
- Manual of German aircraft 1914–18. H. Nowarra, Berlin 1957.
- mit Kimbrough S. Brown: Von Richthofen and the flying circus. Harleyford, Letchworth 1958.
- Die Entwicklung der Flugzeuge 1914 – 1918. Lehmanns, München 1959.
- Der silberne Dreidecker. (Fliegergeschichten Nr. 147). A. Moewig, München 1959.
- Heinz Gontermann, der Ballontöter. (Fliegergeschichten Nr. 160). A. Moewig, München 1959.
- Das England-Geschwader. (Fliegergeschichten Nr. 178). Moewig Verlag, München 1960.
- Im Rücken des Feindes. (Fliegergeschichten Nr. 174).  Moewig Verlag, München 1960.
- Nachtjagd. Die gefährlichsten Einsätze deutscher Piloten im Zweiten Weltkrieg. /Fliegergeschichten Sonderband Br. 39). Moewig Verlag, München 1960.
- Jagdgeschwader 2. Drei Kommandeure, drei Fliegerschicksale aus dem Ersten Weltkrieg. ((Fliegergeschichten Sonderband Nr. 37)  A. Moewig, München 1960.
- Der Flieger von Zeebrügge. (Fliegergeschichten Nr. 183). A. Moewig, München 1960.
- Der Flug des Jagdfalken. (Fliegergeschichten Nr. 191). Moewig, München 1961.
- mit Karlheinz Kens: Die deutschen Flugzeuge, 1933–1945. Deutschlands Luftfahrt-Entwicklungen bis zum Ende des Zweiten Weltkrieges. J.F. Lehmann, München 1961.
- Bombengeschwader 1. Die Entstehung der deutschen Bomberwaffe im Ersten Weltkrieg. (Fliegergeschichte Sonderband Nr. 47). Moewig Verlag, München 1961.
- Flieger-Asse des Ersten Weltkrieges. Die Wegbereiter der modernen Flugtechnik. (Fliegergeschichten Sonderband Nr. 43) Moewig, München 1961.
- 50 Jahre Deutsche Luftwaffe 1910–1960 = A pictorial history of Luftwaffe 1910–1960. Eigenverl., Berlin 1961.
- Vom Fokker zur Messerschmitt 262. (Fliegergeschichten Sonderband Nr. 48) Moewig, München 1961.
- mit Douglas Arthur Russell: The Messerschmitt 109 a famous German fighter. Aero Publ, Los Angeles 1961.
- mit Bruce Robertson und Peter G. Cooksley: The Camel fighter. Hamish Hamilton Ltd, London 1964.
- The Focke-Wulf 190. A famous German fighter. Harleyford Publications; Aero Publishers, Letchworth Herts., Fallbrook Calif. 1965.
- mit Uwe Feist: The German Panzers from Mark I to Mark V Panther. Aero Publishers, Fallbrook Calif. 1966.
- mit Uwe Feist und Edward T. Maloney: The tiger tanks. Fallbrook Calif. 1966.
- mit Edward T. Maloney: Dornier Do 335. Aero Publishers, Fallbrook Calif. 1966.
- mit Edward T. Maloney: Junkers Ju87. Fallbrook Calif. 1966.
- Marine aircraft of the 1914–1918 war. Harleyford Publ, Letchworth 1966.
- mit Uwe Feist, R. S. Hirsch: Heinkel He 177 "Greif". Aero, Fallbrook, CA 1967.
- mit R. S. Hirsch, Ursula Feist: Heinkel 100, 112. TAB Books, Blue Ridge Summit, PA 1967.
- mit Robert Sidney Hirsch, Uwe Feist: Heinkel 177. Aero Publishers, Fallbrook Calif. 1967.
- mit Robert Sidney Hirsch, Uwe Feist: Messerschmitt 262. Aero Pub, Fallbrook Calif. 1967.
- Die sowjetischen Flugzeuge 1941–1966. Lehmann, München 1967.
- Junkers Ju 87. The Stuka story. J.W. Caler Publications, Sun Valley, Calif. 1967.
- Junkers Ju-88. Type A-5 & A-4. J.W. Caler, Sun Valley, Calif. 1967.
- The Jew with the Blue Max. Caler, Clybourn, Calif. 1967.
- Eisernes Kreuz und Balkenkreuz. Die Markierungen der deutschen Flugzeuge 1914–1918. Markings of German aircraft in WW I, 1914–1918. D. Hoffman, Mainz 1968.
- German tanks, 1914–1968. Arco Pub. Co, New York 1968.
- Marseille. Star of Africa. John W. Caler Publications, Sun Valley, California 1968.
- 60 Jahre Deutsche Verkehrsflughäfen. Dieter Hoffmann, Mainz 1969.
- Russian civil and military aircraft, 1884–1969. Fountain P, London 1971.
- mit Paul John St. Turner: Junkers; an aircraft album. Allan, London 1971.
- The Focke-Wulf 190. A famous German Fighter. Model and Allied Publications, Herts 1973.
- Heinkel und seine Flugzeuge. Lehmann, München 1975.
- Raketenjäger. [das technisch-histor. Porträt …]. Pabel, Rastatt 1975.
- Werner Mölders. [der 1. Brillantenträger der Wehrmacht]. Pabel, Rastatt 1975.
- Am Himmel über Rußland. Die Luftwaffe im Krieg gegen die Sowjetunion. Pabel, Rastatt 1975.
- Luftkampf über dem Balkan. Der Einsatzweg d. Luftwaffe. Pabel, Rastatt 1976.
- Marineflieger. Entwicklung und Einsatz einer speziellen Waffengattung. Pabel-Verl., Rastatt 1976.
- Der Frontbogen von Kursk. Der Luftwaffeneinsatz beim Unternehmen "Zitadelle". Pabel, Rastatt 1977.
- Flug in den Kessel. Die Luftwaffe beim Kampf um Demjansk. Pabel, Rastatt 1977.
- Gesunken im Eismeer …. Pabel, Rastatt 1977
- Krieg über Europa!. Pabel, Rastatt 1977
- Die Messerschmitt. Das technische und historische Porträt der Me 109. Pabel, Rastatt
- Luftkrieg über dem Mittelmeer. Der Luftwaffeneinsatz auf dem südlichen Kriegsschauplatz 1943 – 45. Pabel, Rastatt 1977.
- Unterseeboot Typ VII. Podzun-Pallas-Verl., Friedberg (Dorheim) 1977.
- Der fliegende Bleistift. Dornier Do 17 und Do 215. Podzun-Pallas Verlag, Friedberg 1978.
- FW 200 – Condor. Kampfgefährte der U-Boote. Podzun-Pallas-Verl., Friedberg/Dorheim 1978.
- Geleitzugschlachten im Mittelmeer. Podzun-Pallas-Verl., Friedberg 1978.
- Luftschlacht um England. Verlorener Sieg. Podzun-Pallas-Verl., Friedberg 1978.
- Über Europas Fronten. Das technisch-historische Porträt der "Ju-52". Pabel, Rastatt 1978.
- Fieseler 156 "Storch". Podzun-Pallas-Verl., Friedberg 1979.
- Dem Feind auf der Spur. 1941. Einsätze deutscher Nahaufklärer. Pabel, Rastatt 1979.
- Heinz Joachim Nowarra: Die 109. Gesamtentwicklung eines legendären Flugzeugs. 1. Auflage. Motorbuch-Verl., Stuttgart 1979.
- Die Bomber kommen. Der Weg zum totalen Luftkrieg 1940 – 1944. Podzun-Pallas-Verl., Friedberg 1979.
- Die He 111. Vom Verkehrsflugzeug zum Bomber 1935 – 1945. Motorbuch-Verl., Stuttgart 1979.
- Englands "Höllenvogel". Das Jagdflugzeug "Spitfire" im II. Weltkrieg. Pabel-Verl., Rastatt 1980.
- Luftgiganten über See. Bv 222 – Wiking – Bv 238. Podzun-Pallas Verl., Friedberg (Dorheim) 1980.
- Nachtjagd. Ihre Entwicklung und Porträts der erfolgreichsten Piloten. Pabel, Rastatt 1980.
- Die verbotenen Flugzeuge 1921 – 1935. Die getarnte Luftwaffe. 1. Auflage. Motorbuch Verl., Stuttgart 1980.
- (Hrsg.): Fremde Vögel unterm Balkenkreuz. Podzun-Pallas-Verl., Friedberg/H. 1981.
- Nahaufklärer. 1910 – 1945 ; die Augen des Heeres. 1. Auflage. Motorbuch-Verl., Stuttgart 1981.
- Richthofens Dreidecker und Fokker D VII. Podzun-Pallas-Verl., Friedberg/H. 1981.
- Die Flugzeuge des Alexander Baumann. Podzun-Pallas-Verl., Friedberg 1982.
- Fernaufklärer. 1915 – 1945 ; Entstehung, Entwicklung, Einsatz. 1. Auflage. Motorbuch-Verlag, Stuttgart 1982.
- Gezielter Sturz. D. Geschichte d. Sturzkampfbomber aus aller Welt. 1. Auflage. Motorbuch-Verlag, Stuttgart 1982.
- Luftwaffeneinsatz „Barbarossa“, Russland 1941. Podzun-Pallas-Verl., Friedberg 1982.
- Udet. Vom Fliegen besessen. Podzun-Pallas, Friedberg (Dorheim) 1982.
- „Uhu“ – He 219 [zweihundertneunzehn]. Bester Nachtjäger d. 2. Weltkrieges. Podzun-Pallas-Verl., Friedberg/H. 1982.
- Die grossen Dessauer. Ju G 38 – Ju 89 – Ju 90 – Ju 290 – Ju 390. Podzun-Pallas-Verl., Friedberg/H. 1983.
- Messerschmitt Me 109. 2936 – 1945, die letzte flog noch 1983. Podzun-Pallas-Verl., Friedberg/H. 1983.
- (Hrsg.): Der "Volksjäger" He 162. Podzun-Pallas-Verl., Friedberg/H. 1984.
- Dornier Do X. D. erste Grossraum-Flugschiff d. Welt. Podzun-Pallas-Verl., Friedberg (Dorheim) 1984.
- Torpedo-Flugzeuge. Entwicklung u. Einsatz. Motorbuch-Verl., Stuttgart 1984.
- Deutsche Jagdflugzeuge 1915–1945. Eine Gesamtübersicht über die wichtigsten deutschen Jagdflugzeuge. Podzun-Pallas-Verlag, Friedberg 1985.
- Die deutsche Luftrüstung 1933 – 1945. Bernard u. Graefe, Koblenz 1985.
  - Bd. 1: Flugzeugtypen AEG – Dornier. Bernard u. Graefe Verl., Koblenz 1993.
  - Bd. 2: Flugzeugtypen Erla – Heinkel. Bernard u. Graefe Verl., Koblenz 1993.
  - Bd. 3: Flugzeugtypen Henschel – Messerschmitt. Bernard u. Graefe Verl., Koblenz 1993.
  - Bd. 4: Flugzeugtypen MIAG – Zeppelin, Flugkörper, Flugmotoren, Bordwaffen, Abwurfwaffen, Funkgeräte, sonstiges Luftwaffengerät, Flakartillerie. Bernard u. Graefe Verl., Koblenz 1993.
- (Hrsg.): Dornier Do 335 – "Pfeil". D. letzte u. beste Kolbenmotorjäger d. Luftwaffe. Podzun-Pallas-Verl., Friedberg/H. 1985.
- Focke-Wulf Fw 190. D. Flugzeug, das Jäger, Bomber u. Schlachtflugzeug war. Podzun-Pallas-Verl., Friedberg/H. 1985.
- Deutsche Flugkörper. Vorläufer, RZ 65, RZ 100 … u. viele andere. Podzun-Pallas-Verl., Friedberg/H. 1987.
- Junkers Ju 52. Aircraft & legend. Haynes, Yeovil 1987.
- Die Ju 88...und ihre Folgemuster, Motorbuch Verlag, Stuttgart, 1987
- Deutsche Luftschiffe. Parseval, Schütte, Lanz, Zeppelin. Podzun-Pallas, Friedberg 1988.
- Focke-Wulf Fw 200 "Condor". Die Geschichte des ersten modernen Langstreckenflugzeuges der Welt. Bernard & Graefe, Koblenz 1988.
- Junkers Grossflugzeuge. Geschichte u. Technik. 1. Auflage. Motorbuch-Verlag, Stuttgart 1988.
- Junkers Ju 52 (252 und 352). Vor, im und nach dem Kriege. Podzun-Pallas-Verl., Friedberg/H. 1988.
- Dornier Do 335 "Pfeil". The last and best piston-engine fighter of the Luftwaffe. Schiffer Pub, West Chester, Pa. 1989.
- Fokker Dr. I in action. Squadron/Signal Publications, Carrollton Tex. 1989.
- German helicopters, 1928–1945. Schiffer Military History, West Chester PA 1990.
- Die Ju 52. Flugzeug und Legende ; [eine der berühmtesten Verkehrsmaschinen der Welt im zivilen und militärischen Dienst 1932 bis heute]. Motorbuch-Verl., Stuttgart 1991.
- German Gliders in World War II. DFS 230 – DFS 331 – Go 242 – Go 345 – Ka 430 – Me 321 – Ju 322. Schiffer Publishing Ltd, West Chester, Pennsylvania 1991.
- Messerschmitt Bf 109. 1936–1945. Schiffer Pub, West Chester PA. 1991.
- Segelschiffe. Moewig, Rastatt 1991.
- The Fokker Dr.1 & D VII in World War I. Schiffer Publishing Ltd, West Chester, Pennsylvania 1991.
- Grey Wolves of the Sea. German U-Boat Type VII. Schiffer Military History, West Chester, PA 1992.
- German Guided Missiles. Schiffer Publishing Ltd, Atglen, PA 1993.
- Minensuchgruppe Mausi. Mit der Tante Ju im Kampfeinsatz. Flugzeug-Publ.-GmbH, Illertissen 1995.
- Blohm & Voss Bv 138. Schiffer Pub, Atglen PA 1997.